# 皮特凱恩 (紐約州)
皮特凱恩（英語：Pitcairn）是一個位於美國紐約州聖羅倫斯縣的鎮。

## 人口
根據2020年美國人口普查的數據，皮特凱恩的面積為153.99平方千米，當中陸地面積為151.56平方千米，而水域面積為2.43平方千米。當地共有人口790人，而人口密度為每平方千米5人。